# Jakub Kossakowski
Jakub Korwin-Kossakowski krypt.: I. K.; I. K. K. S. K., herbu Ślepowron (ur. 12 maja lub 7 sierpnia 1752, zm. początek 1784) – poeta, tłumacz, urzędnik ziemski i komisarz skarbowy.

## Życiorys
Był synem strażnika kowieńskiego Mateusza (ur. 1700, zm. przed 1762), i Zofii Gołaszewskiej. 14 sierpnia 1765 wstąpił do zakonu jezuitów, dwuletni nowicjat odbył w Nieświeżu (lata: 1765/1766-1766/1767. W końcu lat 60. XVIII wieku studiował retorykę i filozofię w szkołach zakonnych w Słucku (1767/1768) i Nieświeżu (1768/1769-1770/1771), następnie sam był nauczycielem w szkołach jezuickich. Uczył kolejno (po 1 roku szkolnym) w infimie w Nieświeżu, w syntaksie i gramatyce w Mińsku. Po kasacie zakonu jezuitów powrócił do stanu świeckiego, współpracując w latach 1773-1774 z pismem "Zabawy Przyjemne i Pożyteczne", w którym publikował wiersze o tematyce historycznej i biblijnej.
Dzięki opiece krewnego Józefa Kazimierza Kossakowskiego (późniejszego biskupa inflanckiego) przebywał na Litwie, gdzie otrzymał urząd podstolego kowieńskiego (1781). Był deputatem do Trybunału Głównego Wielkiego Księstwa Litewskiego w 1781/1782 roku z powiatu kowieńskiego, członkiem Komisji Skarbowej i Emfiteutycznej Wielkiego Księstwa Litewskiego. Odwdzięczał się biskupowi reprezentując w sądzie w Upicie jego interesy w konfliktach z kapitułą wileńską. Zmarł nagle w młodym wieku (31 lat) na początku roku 1784.

## Twórczość (przekłady)
1. (C. Caius Sallastius): Mowa Katyliny do żołnierzy, tłumaczona przez..., "Zabawy Przyjemne i Pożyteczne" 1773 t. 8, cz. 2, s. 346-356, (przekł. wierszem)
2. (T. Livius): Mowa Weturii do Koriolana syna, tłomaczona przez..., "Zabawy Przyjemne i Pożyteczne" 1773 t. 8, cz. 2, s. 371-381, (przekł. wierszem)
3. Żal Abrahama z Chaldei wychodzącego, "Zabawy Przyjemne i Pożyteczne" 1774 t. 9, cz. 1, s. 200-204
4. Żal Abrahama zabijającego syna, tłumaczenie I. K., "Zabawy Przyjemne i Pożyteczne" 1774 t. 9, cz. 2, s. 261-266.

## Opracowania nt. Kossakowskiego
1. J. (K.) Kossakowski: Pamiętniki..., wyd. A. Darowski, Warszawa 1891
2. E. Aleksandrowska: Zabawy Przyjemne i Pożyteczne 1770-1777. Monografia bibliograficzna, Wrocław 1959 "Książka w Dawnej Kulturze Polskiej" nr 9.